# Bojadschi Mihály
Bojadschi Mihály, Michaël George Bojadschi, Boiadji (Buda, 1780 körül – 19. század) pedagógus.

## Életpályája
Bécsben volt nevelő, mad a luccai herceg szláv nyelv-tanítója lett.

## Munkái
- Umnaja nástavlenia, di nravo učitelná pravilá. Buda, 1808 (Elmés összetételek, vagyis erkölcsi szabályok görögből szerb nyelvre ford.)
- Romanische oder macedo-walachische Sparchlehre. Wien, 1813
- Kurzgefasste neugriechische Sprachlehre. Uo. 1823